# Abbaye de Villemagne
Pour les articles homonymes, voir Villemagne (homonymie).
L'abbaye de Villemagne fut fondée, au VIIe siècle, par Clarinus, un moine de l'ordre de saint Benoît à Villemagne-l'Argentière (à l'époque Cogne), dans l'actuel département de l'Hérault, en France.

## Historique
En 892, les reliques de saint Majan d'Antioche y furent déposées. Le nom de « l'Argentière » vient de la présence de mines de plomb argentifère, découvertes en 1164, sur le territoire de la commune.
Le monastère s'enrichit et prospéra jusqu'en 1560, notamment grâce aux mines d'argent et aux divers privilèges accordés par les seigneurs de Béziers et de Narbonne et par les souverains Louis VII et Philippe Auguste. À cette date, les protestants commandés par Claude de Narbonne Caylus, baron de Faugères, s'emparèrent de l'abbaye, la pillant, brûlant les archives et détruisant une partie des bâtiments. L'abbaye a été abandonnée par les religieux qui se sont retirés à Saint-Maur.
Un devis pour la restauration de l'abbaye et de l'église abbatiale Saint-Majan rédigé en 1638 décrit des bâtiments ruinés et une église dont la nef et les voûtes sont détruites.
Les religieux ne reviennent qu'en 1661. Le couvent a rejoint la Congrégation de Saint-Maur en 1663 et a alors été restauré.
L'abbaye se maintint plus ou moins jusqu'à la Révolution où les églises furent dévastées et pillées et les abbayes démantelées et vendues comme biens nationaux.

## Protection
L'église abbatiale Saint-Majan a été classée au titre des monuments historiques le 16 mars 1921.
La tour du monastère ou tour de Mirande, avec son escalier, a été inscrite au titre des monuments historiques le 26 juin 1939.
L'ensemble des bâtiments anciens, antérieurs au XIXe siècle, situés à l'intérieur de l'enclos abbatial, des jardins et des sols à l'intérieur de l'enclos et des sols de la place Saint-Majan, de la place de l'Abbaye, de la rue de la Mirande et de la rue des Deux-Porches (partie disparue de l'église abbatiale) a été inscrit au titre des monuments historiques le 31 juillet 2007.

## Dépendances
- Église Saint-Pierre-de-Rhèdes de Lamalou-les-Bains